# 志村笑!
『志村笑!』（しむらショー!）は、フジテレビ系列で2013年10月9日から2014年3月26日までに毎週木曜日 1:10 - 1:40（水曜深夜、JST）に放送されたお笑いバラエティ番組。志村けんの冠番組。イザワオフィス制作。

## 概要
2013年9月まで半年間放送された前身番組、『志村だヨ!』をリニューアルした。前半のホームコメディは「志村だヨ!」の設定・キャストをそのまま引き継いだ。後半はコメディのスタジオセットのまま、ゲストを迎えたトークコーナーとなる。2021年10月よりファミリー劇場にて再放送された。

## 出演者
- 志村けん - けん（喫茶しむらのマスター）
- 優香 - 優香（けんの妻）
- 笑福亭笑瓶 - ひろし[2]（そば八の主人）
- 多岐川華子 - 華子（喫茶しむらのアルバイト）
- 三又又三 - 三又（売れない俳優、しむら、そば八の常連客）
- 後藤郁 - かおる（そば八のアルバイト）

## コーナー
コント
設定は「志村だヨ!」を参照。テーマを設けて話し合う、フリートークのようなコントも時々行われる。
ゲストトーク
志村、優香、多岐川の3人によるトークコーナー。コントのセット、扮装のまま、ゲストを迎えトークを行う。
| 回 | 放送日         | ゲスト                                |
| -- | -------------- | ------------------------------------- |
| 1  | 2013年10月9日  | マギー審司                            |
| 2  | 2013年10月16日 | マギー審司                            |
| 3  | 2013年10月23日 | マギー審司                            |
| 4  | 2013年10月30日 | 壇蜜                                  |
| 5  | 2013年11月6日  | 壇蜜                                  |
| 6  | 2013年11月13日 | ゲッターズ飯田                        |
| 7  | 2013年11月20日 | ゲッターズ飯田                        |
| 8  | 2013年11月27日 | 原口あきまさ                          |
| 9  | 2013年12月4日  | 原口あきまさ                          |
| 10 | 2013年12月11日 | ハマカーン                            |
| 11 | 2013年12月18日 | ハマカーン                            |
| 12 | 2014年1月8日   | 吉幾三                                |
| 13 | 2014年1月15日  | 吉幾三                                |
| 14 | 2014年1月22日  | バイきんぐ                            |
| 15 | 2014年1月29日  | バイきんぐ                            |
| 16 | 2014年2月5日   | 福田彩乃                              |
| 17 | 2014年2月12日  | 福田彩乃                              |
| 18 | 2014年2月19日  | 板野友美                              |
| 19 | 2014年2月26日  | 板野友美                              |
| 20 | 2014年3月5日   | ゲストなし                            |
| 21 | 2014年3月12日  | 肥後克広・上島竜兵 （ダチョウ倶楽部） |
| 22 | 2014年3月19日  | 肥後克広・上島竜兵 （ダチョウ倶楽部） |
| 23 | 2014年3月26日  | ゲストなし                            |

## スタッフ
- プロデューサー:井澤健
- 構成:朝長浩之
- 音楽:たかしまあきひこ
- カメラ:藤江雅和
- SW:小林光行
- 音声:松本政利
- 映像:原啓教
- 照明:野崎政克
- デザイン:根本研二
- アートプロデューサー:上村正三
- 美術進行:平山雄大
- 大道具:三上普
- 装飾:菊池誠
- アクリル装飾:村田誠司
- 電飾:宇塚敏明
- 持道具:網野高久
- 衣装:横田尊正
- メイク:岡田美喜子
- かつら:俵木和美
- 編集:轟禎治（D-Craft）
- ペイント:菊池大介
- 音響:戸辺豊
- MA:大塚大
- 美術協力:フジアール
- 技術協力:ニユーテレス、IMAGICA、fmt
- 制作協力:エスカンパニー、エクシーズ
- 編成:清水泰貴・情野誠人（フジテレビ）
- 広報:加藤麻衣子（フジテレビ）
- TK:増山郁子
- AP:井澤秀治、西和浩
- 演出補:長谷吉洋（エクシーズ）
- 演出:戸上浩・小倉肇（エクシーズ）
- 企画制作：イザワオフィス

ほか、「志村だヨ!」と共通。

## エンディングテーマ
- 2013年10月「コ・マ・ン・タ・レ・ブー」POISON（ポワゾン）
- 2013年11月「ナパーム弾」あべりょう
- 2013年12月「WE ARE THE GIRLS」MODEL GIRLS
- 2014年1月「夕子のお店」増位山太志郎
- 2014年2月「慌てないで三十路マンボ」ポワゾン
- 2014年3月→『ドリフ大爆笑DVD』発売告知映像のためテーマ曲なし

## ネット局
| 放送対象地域   | 放送局             | 系列           | 放送日時           | 備考       |
| -------------- | ------------------ | -------------- | ------------------ | ---------- |
| 関東広域圏     | フジテレビ         | フジテレビ系列 | 水曜 25:10 - 25:40 | 制作局     |
| 広島県         | テレビ新広島       | フジテレビ系列 | 水曜 25:10 - 25:40 | 同時ネット |
| 島根県・鳥取県 | 山陰中央テレビ     | フジテレビ系列 | 火曜 24:40 - 25:10 | 遅れネット |
| 山形県         | さくらんぼテレビ   | フジテレビ系列 | 水曜 24:35 - 25:05 | 遅れネット |
| 岩手県         | 岩手めんこいテレビ | フジテレビ系列 | 水曜 24:40 - 25:10 | 遅れネット |
| 秋田県         | 秋田テレビ         | フジテレビ系列 | 金曜 25:20 - 25:50 | 遅れネット |
| 新潟県         | 新潟総合テレビ     | フジテレビ系列 | 金曜 26:10 - 26:40 | 遅れネット |
| 静岡県         | テレビ静岡         | フジテレビ系列 | 月曜 24:55 - 25:25 | 遅れネット |
| 福島県         | 福島テレビ         | フジテレビ系列 | 月曜 24:40 - 25:10 | 遅れネット |
| 北海道         | 北海道文化放送     | フジテレビ系列 | 月曜 25:40 - 26:10 | 遅れネット |
| 熊本県         | テレビ熊本         | フジテレビ系列 | 日曜 26:05 - 26:35 | 遅れネット |
| 中京広域圏     | 東海テレビ         | フジテレビ系列 | 月曜 25:20 - 25:50 | 遅れネット |
| 京都府         | KBS京都            | 独立局         | 木曜 23:00 - 23:30 | 遅れネット |
| 兵庫県         | サンテレビ         | 独立局         | 土曜 20:54 - 21:24 | 遅れネット |
| 青森県         | 青森テレビ         | TBS系列        | 日曜 24:50 - 25:20 | 遅れネット |